# Kelly Field Annex
Kelly Field Annex (anciennement Kelly Air Force Base) est une base de l'United States Air Force située à San Antonio au Texas.

## Historique
À la fin de la Seconde Guerre mondiale, l'Army Air Service ainsi que le reste de l'armée on vue leurs infrastructures se fermer. Des centaines de petits terrains d'aviation ont fermé, cependant Kelly Field Annex a été l'un des rares à pouvoir rester ouvert.

En 1921, le dépôt de réparation aéronautique de Dallas a déménagé à Kelly pour rejoindre le dépôt d'approvisionnement, formant le San-Antonio Intermédiate Air Depot.